# Micromerys gracilis
Micromerys gracilis là một loài nhện trong họ Pholcidae. Loài này được phát hiện ở het Noordelijk Territorium và Queensland và là loài điển hình của chi Micromerys.